# Upplands runinskrifter Fv1971;211B
Upplands runinskrifter Fv1971;211B är ett vikingatida runstensfragment av sandsten som hittat vid Vada kyrka, Vada socken och Vallentuna kommun. Fragmentet hittades 1947 på kyrkogården och har måtten 19 gånger 16 centimeter. 
Fragmentet förvaras på SHM. Det har tidigare haft signumet U Fv1971;211.

## Inskriften
Translitterering av runraden:
...iʀ · i(l)...
Normalisering till runsvenska:
... ...